# Мохамед Али Раджай
Мохамед Али Раджай (на персийски: محمدعلی رجائی‎‎ Мохама̀д Али Раджаѝ) е ирански политик, който е президент на Иран само 4 седмици през август 1981 г.

## Ранен живот
Роден е на 15 юни 1933 г. в Казвин, Иран. Баща му Абдулсамад умира, когато той е на 4 години, след което живее с майка си и брат си. Израства в Казвин, след което се премества в Техеран през 1946 г.
В столицата започва да поддържа близки отношения с групи и партии против шаха на Иран. През 1959 г. завършва университет „Тарбиат Моалем“. Става член на „Организацията на муджахидините на иранския народ“. За опозиционната си дейност е арестуван 3 пъти от силите на шаха.
Активно участва в Иранската революция и е лидер в движението, целящо да прочисти иранските университети от американски и европейски влияния, което по-късно е наречено Културна революция.

## Политическа кариера

### Министър
Назначен е за министър на образованието през 1979 г. Обявява своята програма, която включва реформиране на центровете за обучение на учители в стремеж да се създаде подходяща педагогическа система за мюсюлманското общество, развитието на ислямската етика между учители и ученици, създаване на добра връзка между родители и учители и зачитане на достойнството на учителите според исляма. Тези цели са много важни за Раджай и той се опитва да ги осъществи. Най-важните му постижения са съвместимостта на всички училища, а също така промяната на образователната система.

### Премиер
На 12 август 1980 г. става премиер на Иран. Спира се на Ходапанахи за външен министър, Мохамед-Риза Махдави Кани за министър на вътрешните работи и Джавад Факори на отбраната. По негово време избухва Ирано-иракската война. Той е на поста си до 2 август 1981 г., когато става втория президент на Иран.

### Президент
Аболхасан Банисадър е отстранен на 22 юни 1981 г. от парламента, а Рухолах Хомейни провежда временен президентски съвет от 6 души, като Раджай е сред членовете на този съвет. Кандидатира се за президентските избори през 1981 г. и става първия президент от Ислямската републиканска партия, като е избран с 91 % от гласовете. Официално полага клетва на 2 август 1981 г. Избира Мохамед Джавад Бахонар за следващия министър-председател.

## Убийство
Мохамед Али Раджай е убит заедно с Джавад Бахонар и други членове на Ислямската републиканска партия, когато избухва бомба в офиса на партията в Техеран на 30 август 1981 г. Взривът е причинен, след като жертва отваря куфарче. Това куфарче е донесено от Масуд Кешмири, служител по сигурността в партията. Седмица по-късно Кешмири е обявен за отговорен за планирането на експлозията. Разкрит е като оперативен деец на „Организацията на муджахидините на иранския народ“, подкрепяна от Саддам Хусейн.